# Czerweny CZ-1000 Plus
Czerweny CZ-1000 Plus (CZ-1000 Plus) је био кућни рачунар фирме Czerweny који је почео да се производи у Аргентини од 198?. године.
Користио је Zilog Z80A као микропроцесор. RAM меморија рачунара је имала капацитет од 2 KB. 

## Детаљни подаци
Детаљнији подаци о рачунару CZ-1000 Plus су дати у табели испод.
|                       |                                                   |
| [ 1 ]                 |                                                   |
| Произвођач            |                                                   |
| Тип                   | кућни рачунар                                     |
| Меморија              | 2 KB                                              |
| Поријекло             | Аргентина                                         |
| Година                | 198?                                              |
| Тастатура             | Chicklet тастатура (ZX Spectrum стил), 40 тастера |
| Процесор              |                                                   |
| Фреквенција процесора | 3,5                                               |
| RAM                   | 2 KB                                              |
| ROM                   | 8 KB                                              |
| Текст                 | 32 x 24 (2 линије резервисане)                    |
| Графика               | 64 x 44                                           |
| Боја                  | црно-бијело                                       |
| Звук                  | нема                                              |
| Димензије             | непознато                                         |
| Портови               |                                                   |
| Оперативни систем     |                                                   |